# Institut für Phytomedizin (Hohenheim)
Das Institut für Phytomedizin an der Universität Hohenheim wurde 1939 im Zusammenhang mit der Berufung von Bernhard Rademacher als Institut für Pflanzenschutz gegründet.
Von Anfang an befassten sich sowohl die Leitung als auch die Institutsmitarbeiter mit Pflanzenkrankheiten sowie Schadorganismen von Pflanzen und deren Bekämpfung, also Schutzmaßnahmen zur Erhaltung der Pflanzengesundheit und der Leistungserhaltung der Kulturpflanzen.
Zu den ursprünglichen Forschungsgebieten Phytopathologie und Entomologie kam in den 1950er Jahren der Forschungsbereich Herbologie hinzu.
Die Beschreibung der Chancen und Risiken von mechanischen, thermischen, biologischen und chemischen Maßnahmen zur Unkraut- und Krankheitsbekämpfung sowie Schadenswehr an Pflanzen sind die Inhalte von Lehrbüchern sowie mehr als tausend Diplomarbeiten, Dissertationen und Habilitationen.
In die Entwicklung von Untersuchungsmethoden und für die Bewertung der Versuchsergebnisse werden die in Ausbildung befindlichen Technik-Schüler, Agrarstudenten und Doktoranden einbezogen.
Das Hohenheimer Institut war maßgeblich am Diskurs um Schadschwellen beim Pflanzenschutz sowie an der Konzeptentwicklung des Integrierten Pflanzenschutzes beteiligt.
Mit dem 2011 fertiggestellten Laborgebäude verfügt das Institut über das Equipment zur Durchführung von Experimenten und Forschungsarbeiten der Phytomedizin. In der Verbindung mit den Glashäusern, dem Lehrgarten und Freilandversuchen besteht die Basis für die Phytomediziner-Ausbildung.

## Bekannte Lehrer, Absolventen und Förderer des Instituts
- Heinrich Buchenauer (* 1940)
- Friedrich Großmann (1927–2018)
- Abbas El-Hasan (* 1976)
- Karl Hurle (* 1939)
- Werner Koch (1933–2000)
- Karl Fritz Lauer (1938–2018)
- Bernhart Ohnesorge (* 1923)
- Bernhard Rademacher (1901–1973), Gründungsdirektor
- Annette Reineke (* 1968), Phytomedizinerin in Geisenheim
- Satyabrata Sarkar (1928–2022)
- Herve Vantieghem (̈* 1957), Lehrbeauftragter der Phytomedizin
- Ralf T. Vögele (* 1963), Geschäftsführender Direktor (2010-September 2014 und seit Oktober 2017 bis 2023)
- Claus P. W. Zebitz (* 1950), Geschäftsführender Direktor (seit Oktober 2014 bis 2017)
- Georg Petschenka, Geschäftsführender Direktor 2023